# Lord Lieutenant

Cờ của Lords Lieutenant ở England, Wales và Northern Ireland

Cờ của Lords Lieutenant ở Scotland

Lord-lieutenant là tên gọi cho người đại diện cá nhân của quốc vương Anh tại các đơn vị hành chính của Vương quốc Anh. Nhiệm vụ chính của họ bao gồm việc đón tiếp chính thức một thành viên của gia đình hoàng gia khi họ tới thăm.
Trước đây, cứ mỗi hạt truyền thống đều có một lord-lieutenant.
Ở Anh và xứ Wales khu vực có một lord-lieutenant, được gọi là hạt nghi lễ (ceremonial county).
Ở Scotland, chúng được gọi là lieutenancy areas.
Tại Ireland, lord-lieutenant của Ireland là người đứng đầu chính quyền Anh cho đến năm 1922, khi Ireland tuyên bố độc lập, mà ngày nay là nước Cộng hòa Ireland.
Deputy Lieutenant (DL) là tên chính thức của Anh cho một cấp dưới của lord-lieutenant.